# Питерсон, Эми
Эми Петерсон-Пек (англ. Amy Peterson-Pecks; род. 29 ноября 1971 года в гор. Мейплвуде, штат Миннесота, США) — американская конькобежка, специализирующаяся в шорт-треке. Участвовала в пяти подряд Олимпийских играх: в 1988 году, серебряный призёр 1992 года, двукратный бронзовый призёр 1994 года, 1998 и 2002 годов. Многократный призёр чемпионатов мира. На церемонии открытия Олимпийских игр в Солт-Лейк-Сити была знаменосцем сборной США.

## Биография

### Ранние годы — 1990 год
Эми Петерсон начала заниматься с 2-х лет фигурным катанием, но в 6 лет стала заниматься и конькобежным спортом. Она продолжала заниматься обоими видами спорта до 14-ти лет. В 15 лет она попала в сборную мира 1987 года, а в возрасте 16 лет она квалифицировалась в национальную сборную, и в 1988 году попала на Олимпийские игры в Калгари, где шорт-трек был демонстрационным видом спорта. Там Эми не выиграла медалей и лучшее место в индивидуальном выступлении было 18 место на дистанции 500 метров и 5 место в эстафете. В 1989 году она выиграла на Олимпийском фестивале в США по конькобежному спорту 1000 и 1500 метров и заняла 3-е место на 500 метров. Сама Эми училась в старшей средней школе Джонсона в Сент-Поле и окончила её в 1990 году. К этому времени она уже полностью перешла в шорт-трек.

### 1991—1994 год
В 1991 году на Универсиаде в Саппоро выиграла серебряную медаль на 500 метров. В 1992 году вместе с командой завоевала серебро в эстафете на Олимпийских играх в Альбервилле. Через месяц на мировом первенстве в американском Денвере Эми стала третьей на 1500 метров. На следующий год в Пекине она вновь стала третьей, но теперь на 1000 метров. А на Универсиаде в Закопане взяла серебро на той же дистанции, золото на 1500 метров и бронзу в эстафете. Завершала 4-х летний цикл Олимпиада в Лиллехаммере в 1994 году, где Эми сначала выиграла бронзу игр на 500 метров, а следом и третье место в эстафете. После Лиллехаммера она два года боролась с синдромом хронической усталости.

### 1996—1999 год
В 1996 году Эми в очередной раз взяла бронзу эстафеты на чемпионате мира в Гааге и через неделю на командном чемпионате мира в Лейк-Плэсиде ещё одну бронзу в команде. В 1997 году после нескольких побед в чемпионате США она резко опустилась на 8-е место. На Олимпиаду в Нагано Эми приехала не в форме, она попала в финал на 1000 метров, но осталась только 4-й, и в эстафете была 5-й. После игр в эстафете выиграла бронзу чемпионата мира в Вене и дважды национальный чемпионат в 1998 и 1999 год. После Нагано она вернулась домой.

### 2000—2002 год
К 2000 году она полностью восстановилась и выиграла все четыре дистанции на чемпионате США, а потом и в 2001 и 2002 годах становилась чемпионкой США. Всего 9 раз она выигрывала национальные чемпионаты (с 1993-1996 и 1998—2002 года).
На Олимпийских играх в Солт-Лейк-Сити Эми выше 13 места не поднималась на 500 и 1500 метров, а в эстафете команда США стала только 7-й. Она входила в Совет советников спортсменов при USOC, а также в качестве представителя спортсменов в Совете директоров USS.

### Карьера тренера
После Олимпиады, весной 2002 года Петерсон окончила Университет Святого Павла Конкордия, занялась тренерской работой и была назначена Северным региональным тренером (USS Northern Regional Coach), выпустив за 3 года двух членов юниорской сборной мира. В 2005 году была названа американским тренером по развитию скоростного катания на коньках. А потом вернулась в конькобежный спорт, но на Олимпиаду в Турин не отобралась. Эми Петерсон-Пек сейчас работает тренером у Максвелла в Саратога-Спрингс.

## Личная жизнь и семья
Эми Петерсон-Пек после окончания школы в 1990 году поступила в Университет Конкордия в Сент-Поле и была членом женской университетской команды по гольфу. Её дядя Джин Сэндвиг участвовал в конькобежном спорте на Олимпийских играх 1952 и 1956 годов, а её мать Джоан Сандвиг Петерсон выступала в конькобежном спорте на национальном уровне и входит в зал Славы конькобежцев. Дочь дяди Джина Сьюзен Сэндвиг также была конькобежкой на длинные дистанции, а потом была судьёй ИСУ. Эми вернулась в Столичный регион на свадьбу своей подруги и коллеги по конькобежному спорту Кристен Тэлбот с Нилом Пеком в 2005 году. Именно тогда она познакомилась с его братом Биллом, который являлся городским инспектором Нортумберленда и совладельцем совместно с Нилом Пеком молочной фермы Welcome Stock Farm. Они поженились в 2006 году.
У самой Эми четверо сыновей: Хансен (2008), Хадсон (2009), Хейден (2011) и Генри (2014), все четверо также занимаются конькобежным спортом. Их тренирует не только Эми, но и отец.

## Награды
- 1998, 1999 года — названа Национальной спортсменкой года по конькобежному спорту
- 22 апреля 2006 год — введена в Национальный зал Славы конькобежцев Солт-Лейк-Сити[8]